# 格利澤884
格利泽884是一顆位於水瓶座附近的橙矮星，距離地球約26.8光年。視星等為+7.9，肉眼可見。